# NGC 1546
NGC 1546 (другие обозначения — ESO 157-12, AM 0413-561, IRAS04134-5611, PGC 14723) — галактика в созвездии Золотой Рыбы. Открыта Джоном Гершелем в 1834 году. Описание Дрейера: «довольно яркий, немного вытянутый объект, имеет более яркую середину и вытянутое ядро, к западу расположена двойная звезда». Галактика удалена на расстояние в 13,9 Мпк от Млечного Пути. В диапазоне B её абсолютная звёздная величина составляет −18.2, а в диапазоне K — −22.6.
Галактика имеет необычную структуру с пересекающей ее пылевой полосой и рассматривается как один из возможных источников рентгеновского излучения, обнаруженного первой орбитальной рентгеновской обсерваторией.
Галактика NGC 1546 входит в состав группы галактик Dorado.